# Danthonia domingensis
Danthonia domingensis är en gräsart som beskrevs av Eduard Hackel och Pilg.. Danthonia domingensis ingår i släktet knägrässläktet, och familjen gräs.

## Underarter
Arten delas in i följande underarter:
- D. d. obtorta
- D. d. shrevei